# Katolická církev v Egyptě
Katolická církev v Egyptě je soubor křesťanských společenství, která jsou v jednotě s římským biskupem. Celkem je v Egyptě asi 300 000 katolíků, kteří jsou rozdělení do komunit různých ritů, z nichž nejpočetnější je koptská katolická církev. Jde o následující skupiny (církve sui iuris):
- Koptská katolická církev má asi 210 000 věřících, kteří jsou sdruženi do alexandrijského patriarchátu koptů skládajícího se z následujících eparchií (diecézí):
  - Alexandrie – vlastní eparchie patriarchy
  - Eparchie Asjút
  - Eparchie Gíza
  - Eparchie Ismá'ílíja
  - Eparchie Luxor
  - Eparchie Minjá
  - Eparchie Suhag
- Melchitská řeckokatolická církev má jedinou archieparchii:
  - Melchitská archieparchie alexandrijská
- Syrská katolická církev má jedinou eparchii:
  - Syrská eparchie v Káhiře
- Chaldejská katolická církev má jedinou eparchii:
  - Chaldejská eparchie v Káhiře
- Arménská katolická církev má jedinou eparchii:
  - Alexandrijská arménská eparchie
- Římskokatolická církev (latinského obřadu) má v celém Egyptě jeden apoštolský vikariát:
  - Apoštolský vikariát v Alexandrii Egyptské
- Maronitská katolická církev má v zemi jednu eparchii:
  - Maronitská eparchie v Káhiře

Od roku 1969 v zemi existuje Shromáždění katolické hierarchie v Egyptě (Assemblée de La Hiérarchie Catholique d'Egypte, AHCE), od r. 2006 také Egyptská biskupská konference. Oběma předsedá koptský katolický patriarcha Antonios Naguib. AHCE je členem afrického sdružení biskupských konferencí Sympozium biskupských konferencí Afriky a Madagaskaru (Symposium of Episcopal Conferences of Africa and Madagascar, SECAM, nebo Symposium des Conférences Episcopales d’Afrique et de Madagascar, SCEAM), koptský patriarcha je členem Rady katolických východních patriarchů (Conseil des Patriarches Catholiques d'Orient, CPCO).
Apoštolský Stolec je v Egyptě zastupován prostřednictvím apoštolské nunciatury, zřízené v roce 1966. Již od roku 1833 však byl v Egyptě apoštolský delegát, diplomatické styky navázal Vatikán s Egyptem v roce 1947 kdy byl také jmenován první internuncius.